# Vdara
 Vdara Hotel & Spa é um condomínio-hotel e spa de 57 andares de 150.000 m², localizado dentro do complexo CityCenter em frente ao Aria Resort & Casino na Las Vegas Strip, Paradise, Nevada. O Vdara foi inauguradao em 1º de dezembro de 2009 como uma joint venture entre a MGM Resorts International e a Infinity World Development. 
O edifício tem 176 metros de altura e abriga 1.495 suítes; um spa de dois andares, salão de beleza e centro fitness; um mercado e um bar. Ele também tem 3 700 m² entre piscina e área de convés. O Vdara não possui espaço para cassino e, juntamente com o Waldorf Astoria, é um dos dois hotéis para não-fumantes do complexo CityCenter.  Em 2010, descobriu-se que a superfície reflexiva e o design côncavo do hotel podem funcionar como um refletor parabólico que cria condições de temperatura extremamente alta no deque da piscina.  
Em 2011, a Vdara recebeu seu primeiro Prêmio AAA Four Diamond. 
O nome do hotel (pronuncia-se “vuh-DAH-ruh”)  foi elaborado pelo grupo de design original da propriedade: O “V” em Vdara significa “Vegas” e “ara” foi criado para evocar o design high-end estabelecido, como o Aviara ou Bacara. 

## História
Vdara, projetado por Rafael Vinoly da RV Architecture, LLC, é um condo-hotel, localizado entre o Aria Resort & Casino e o Bellagio. A torre de 57 andares da Vdara abriga 1.495 unidades residenciais, variando de 48,9 a 162,6 m². O arquiteto de registro era Leo A. Daly, com Lamberto Smigliani como gerente de projetos, enquanto a firma Hamilton Anderson Associates, com sede em Detroit, era a AOR dos quartos de hóspedes internos. Peter Schroeder, da Tishman Construction Corporation, atuou como Gerente Sênior de Projetos e Rick Lorimer foi o Gerente de Projetos da Perini Building Company, os projetos da General Contractor. A Vdara foi a primeira torre a ser inaugurada em 1º de dezembro de 2009. O Vdara foi o primeiro dos seis edifícios no projeto a serem completados em 14 de maio de 2008. 
O Vdara foi o primeiro de seis projetos a serem concluídos como parte do complexo CityCenter de US$ 8,5 bilhões. A inauguração da Vdara em 1 de dezembro de 2009 foi seguida pelo The Crystals, um shopping center de varejo; Mandarin Oriental e Aria Resort & Casino no mesmo mês.  Antes de sua inauguração, a Vdara foi designada como um edifício Prêmio LEED de Ouro e recebeu uma classificação de cinco chaves do Green Key Eco-Rating Program.   Projetado por Rafael Viñoly da RV Architecture, LLC, a estrutura em forma de crescente de 57 andares do Vdara é formada por três arcos paralelos e deslocados de diferentes alturas. Devido ao seu design de arco escalonado, a Vdara contém seis suítes de canto por andar, em comparação com quatro em um edifício convencional. A curvatura do edifício foi projetada como complementar aos arcos do Aria Resort & Casino, localizado em uma entrada circular compartilhada. 

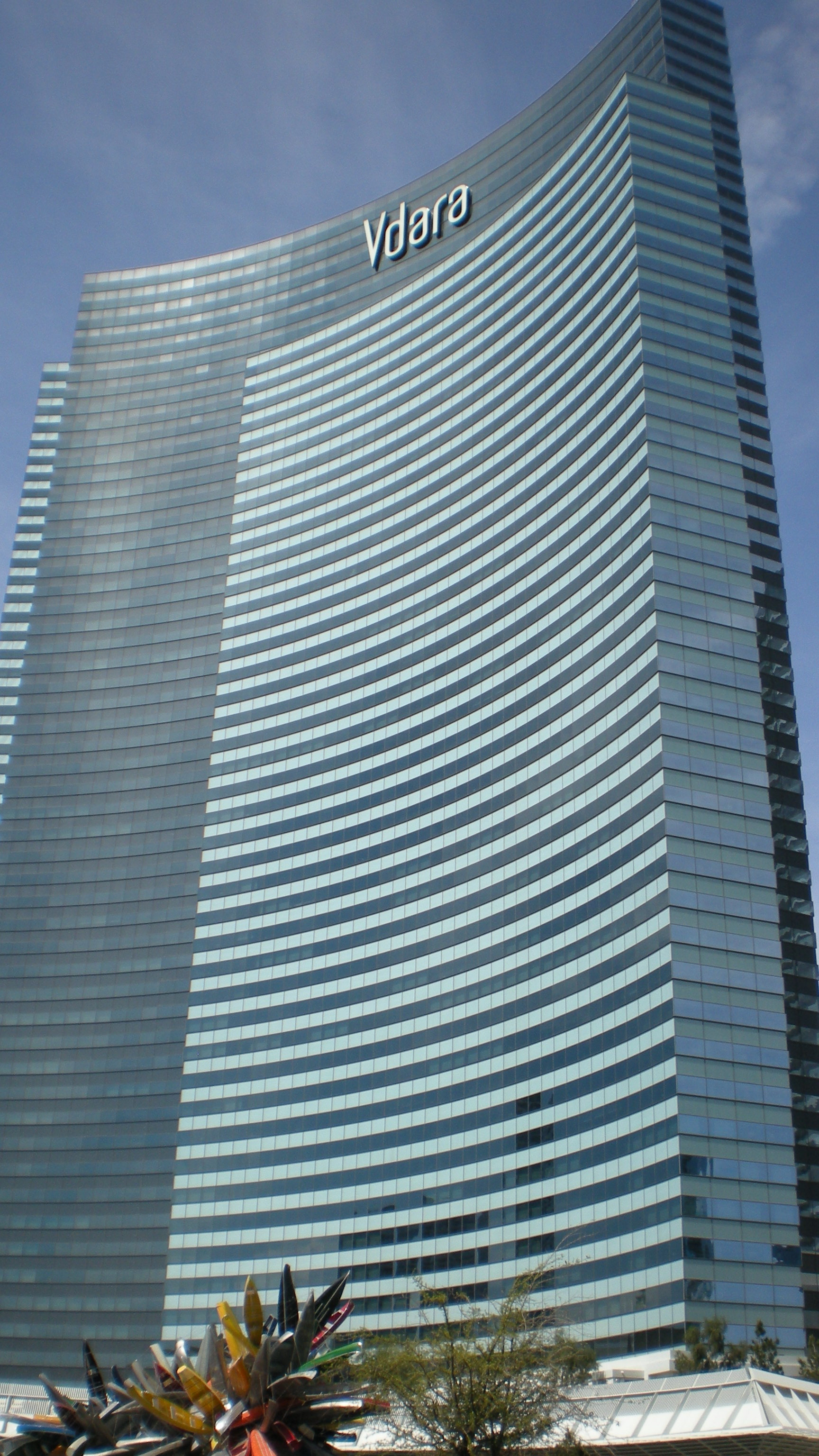
Vdara Hotel & Spa em 2010

## Convergência solar
Em 2010, foi estabelecido que a superfície reflexiva e o design côncavo do edifício podem funcionar como um espelho coletor. A radiação incidente paralela do sol é parcialmente refletida e concentra-se em uma dimensão para uma linha vertical ainda unidimensional, que se situa cerca de f = 50 m em frente da fachada e atinge o solo. 
Algumas fontes afirmam: Os raios refletidos do sol criam condições perigosas de temperatura extremamente alta no deque da piscina. Funcionários do hotel, bem como agências de notícias locais, supostamente passaram a chamar o fenômeno de "raio da morte", com a administração descrevendo-o como uma "convergência solar".   A administração do Vdara considerou várias soluções, mas o desafio de superar o problema estrutural e de design é que o sol e seu reflexo são alvos que estão constantemente se movendo durante o dia. Enquanto isso, a gerência instalou grandes guarda-sóis azuis no deck da piscina para proteger os banhistas,  enquanto o exterior do vidro do hotel foi coberto com filme não-reflexivo. 
O arquiteto que projetou o Vdara, Rafael Viñoly, também projetou o arranha-céu "Walkie-Talkie" em Londres, Reino Unido, construído em 2013, que foi apelidado de "Walkie-Scorchie" e "Fryscraper" devido a um semelhante problema de reflexão dos raios solares.   